# Nicole Sanquer
Pour les articles homonymes, voir Sanquer.
Nicole Sanquer ou Sanquer-Fareata, née le 16 juin 1972 à Papeete (Polynésie française), est une femme politique française, présidente du parti A here ia Porinetia (AHIP), représentante à l'Assemblée de la Polynésie française et députée à l'Assemblée nationale.
Nommée ministre de l'Éducation et de l'Enseignement supérieur, de la Promotion des langues, de la Culture et de la Communication dans le gouvernement du président polynésien Édouard Fritch le 16 septembre 2014, son portefeuille est remanié en mai 2015 sous l'intitulé de ministre de l'Éducation et de l'Enseignement supérieur.
Passée par le Tahoeraa huiraatira, elle rejoint le Tapura huiraatira en 2015, avant de le quitter en 2020 pour lancer A here ia Porinetia. Elle est élue députée de la deuxième circonscription de la Polynésie française lors des élections législatives de 2017 et démissionne en conséquence de ses fonctions ministérielles locales le 17 juillet 2017 pour se consacrer à son mandat à l'Assemblée nationale. Battue par Steve Chailloux du Tavini huiraatira lors des élections législatives de 2022, elle retrouve son mandat parlementaire à la faveur des élections législatives anticipées de 2024.

## Biographie

### Jeunesse et études
Nicole Sanquer est la fille de Nicolas Sanquer, ancien ministre polynésien de l'Éducation (1991-2004). 
Après des études à l'université française du Pacifique (diplôme d'études universitaires générales en histoire-géographie avec mention), elle rejoint l'École des Arts culinaires d'Ecully, présidée par Paul Bocuse d'où elle sort diplômée en 1995. Elle obtient une maîtrise en Management Hôtelier International à l'ESSEC à Cergy en collaboration avec l'université Cornell à New York en 1997. 
De retour à Tahiti, elle exerce, de 1997 à 1998, au lycée hôtelier de Tahiti en qualité de maître auxiliaire en hôtellerie restauration. Chef du service du protocole à la présidence de la Polynésie française, de 1998 à 2000, elle est par la suite nommée chef du service des activités et des aménagements touristiques de 2000 à 2001. 
Elle réintègre le lycée hôtelier de Tahiti à compter de la rentrée d’août 2001 où, en sa qualité d’assistante au chef des travaux, elle participe à l’ouverture du nouveau lycée hôtelier en 2003 à Outumaoro. 

### Représentante à l'Assemblée (depuis 2013)
Nicole Sanquer est placée en deuxième position sur la liste du Tahoeraa Huiraatira lors des élections territoriales de mai 2013, elle est élue représentante à l’Assemblée de la Polynésie française, avant d’être nommée ministre de l’Éducation et de l’enseignement supérieur en 2014. Elle est promue chevalier des Palmes académiques en 2014.

### Membre du Tapura et députée française
Elle rejoint ensuite le parti politique autonomiste Tapura Huiraatira, fondé par Édouard Fritch, le président de la Polynésie française. Le 3 juin 2017, Nicole Sanquer arrive en tête au premier tour des élections législatives de 2017 dans la deuxième circonscription avec 37,61 % des suffrages exprimés, devant Teura Iriti, candidate de Tahoeraa huiraatira (24,06 %).
Candidate à sa réélection lors des élections législatives de 2022 sous l'étiquette "Divers droite", elle est battue dès le premier tour, n'ayant recueilli que 17,44% des suffrages exprimés.

### Présidente de A here ia Porinetia
En septembre 2020, Nicole Sanquer crée le parti A here ia Porinetia, à la suite de la création d'un groupe à  l'Assemblée de la Polynésie française. Pour réunir le minimum de six députés pour former un groupe, une représentante de Tahoera'a huiraatira, Vaitea Le Gayic, est prêté par Gaston Flosse. 

#### Présidente du groupe à l'Assemblée de Polynésie

##### Premier groupe (2020-2021)
Le 20 août 2020, le groupe A here ia Porinetia est créé à l'Assemblée de la Polynésie française, dont Nicole Sanquer  est la présidente, regroupant des anciens élus du Tahoera'a et du Tapura huiraatira. 
Le groupe est composé de six élus ; Nicole Sanquer (ancien Tapura), Nuihau Laurey (ancien Tahoera'a), Teura Tarahu-Atuahiva (Tapura), 	Vaitea Le Gayic (Tahoera'a), Bernard Natua (Tapura), Étienne Tehaamoana (Tahoera'a).
Le groupe a perdu sa reconnaissance parlementaire en janvier 2021 après que Le Gayic a démissionné à la suite de la demande de Gaston Flosse et rejoint à nouveau Tahoera'a,, laissant ses membres comme non-inscrits.

##### Second groupe (2022-2023)
Le 27 juin 2022, Nicole Sanquer annonce la seconde création de son groupe parlementaire, créé administrativement le 14 juin. Le parti regroupe, comme en 2020 et 2021, des anciens élus du Tahoera'a et du Tapura huiraatira.
Le groupe est composé de 7 élus : Nicole Sanquer, Nuihau Laurey, Sylviane Terooatea, Vaitea Le Gayic, Geffry Salmon, Félix Tokoragi (en), Étienne Tehaamoana. Le 13 octobre 2020, Bernard Natua rejoint le groupe et ce dernier passe à 8 membres.